# Igreja de São João de Montierneuf

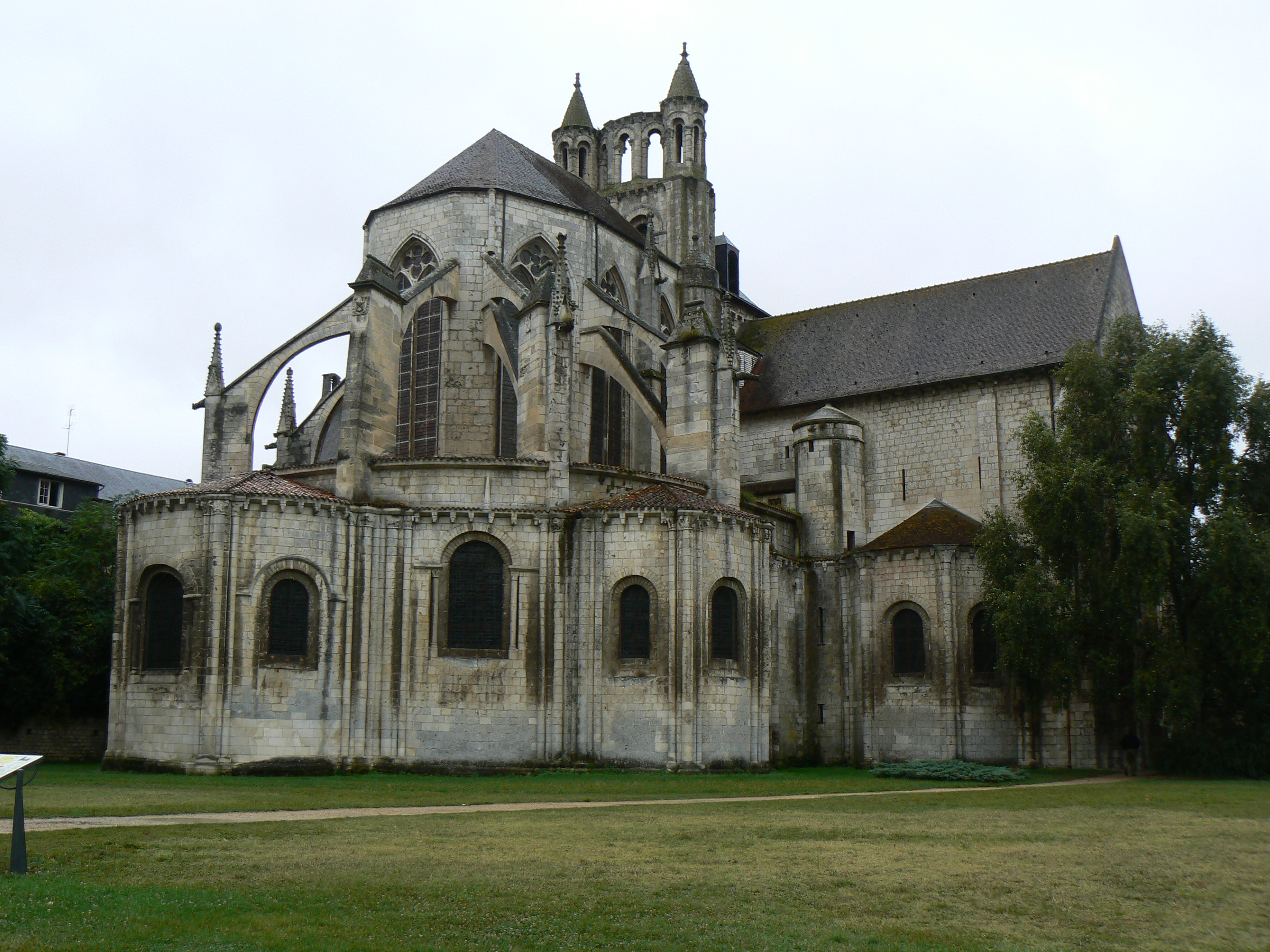
Igreja de São João de Montierneuf

A Igreja de São João de Montierneuf é uma igreja católica romana em Poitiers, na França.
A igreja foi construída no século XI e é notável pela sua arquitectura românica.
Está listada como um Monument historique desde 1840.

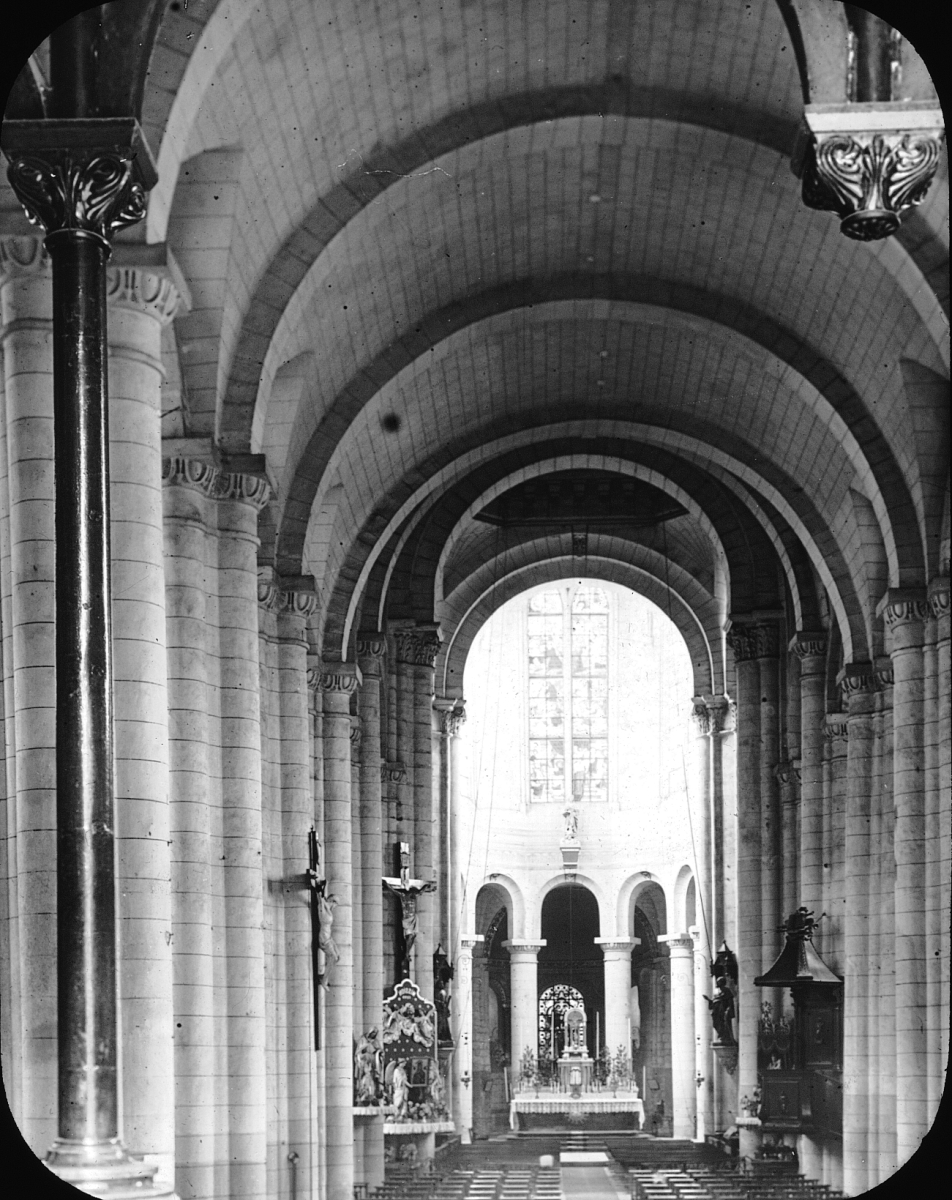
Igreja de Montierneuf, Poitiers, França, 1903